# Acciona
Acciona S.A. er et spansk multinationalt konglomerat, der beskæftiger sig med udvikling- og forvaltning af infrastruktur, vand og vedvarende energi. Omsætningen var i 2021 på 8 mia. euro, og der var ca. 40.000 ansatte fordelt på 30 lande. Virksomheden blev etableret i 1997 gennem en fusion mellem Entrecanales y Tavora og Cubiertas y MZOV, hvorefter Acciona-navnet blev indført. Hovedkvarteret er i Alcobendas i Madrid.
Datterselskabet Acciona Energy producerer 21 terawatt-timer vedvarende energi om året.